# 貝塔爾托 (伊利諾伊州)
貝塔爾托（英語：Bethalto）是位於美國伊利諾伊州麥迪遜縣的一個村落。

## 地理
貝塔爾托的座標為38°54′15″N 90°02′48″W / 38.90417°N 90.04667°W，而該地最高點為海拔高度162米（即531英尺）。

## 人口
根據2010年美國人口普查的數據，貝塔爾托的面積為19.68平方千米，當中陸地面積為19.48平方千米，而水域面積為0.20平方千米。當地共有人口9521人，而人口密度為每平方千米483人。